# Thượng Canada
Thượng Canada (tiếng Pháp: province du Haut-Canada) là một phần của Canadas thành lập vào năm 1791 bởi Vương quốc Anh, để chi phối thứ ba trung tâm của vùng đất ở Bắc Mỹ thuộc Anh, trước đây là một phần của tỉnh Québec kể từ năm 1763. Thượng Canada bao gồm tất cả Nam Ontario ngày nay và tất cả các khu vực thuộc Bắc Ontario trong Pays d'en Haut, nơi đã hình thành một phần của Tân Pháp, về cơ bản là các lưu vực sông Ottawa hoặc hồ Huron và Superior, không bao gồm bất kỳ vùng đất nào trong lưu vực vịnh Hudson. Tiền tố "trên" trong tên phản ánh vị trí địa lý của nó dọc theo Ngũ Hồ, phần lớn nằm trên đầu nguồn của sông Saint Lawrence, tương phản với Hạ Canada (Québec ngày nay ở phía đông bắc).
Đó là điểm đến chính của những người tị nạn và người định cư trung thành từ Hoa Kỳ sau Cách mạng Mỹ, những người thường được cấp đất để định cư ở Thượng Canada. Tỉnh này được đặc trưng bởi lối sống của người Anh, bao gồm quốc hội lưỡng viện và luật dân sự và hình sự không bị trộn lẫn như ở Hạ Canada hoặc các nơi khác trong Đế quốc Anh. Bộ phận này được thành lập để đảm bảo thực hiện các quyền và đặc quyền tương tự được hưởng bởi các chủ thể trung thành ở những nơi khác trong các thuộc địa Bắc Mỹ.
Chính quyền thuộc địa đã bị chi phối bởi một nhóm nhỏ, được gọi là "Chính quyền nhỏ gọn", người nắm giữ hầu hết các vị trí hàng đầu trong Hội đồng Lập pháp và bổ nhiệm các quan chức. Năm 1837, một cuộc nổi loạn không thành công đã cố gắng lật đổ hệ thống phi dân chủ. Chính phủ đại diện sẽ được thành lập vào những năm 1840. Thượng Canada tồn tại từ khi thành lập vào ngày 26 tháng 12 năm 1791 đến 10 tháng 2 năm 1841 khi nó được hợp nhất với Hạ Canada liền kề để thành lập Tỉnh Canada.
Trong các thế kỷ XVII - XVIII, lãnh thổ này là một phần của Tân Pháp. Theo Hiệp ước Paris năm 1763, Canada thông qua chính quyền của Vương quốc Anh. Theo Đạo luật Québec năm 1774, bờ hồ lớn được gắn liền với tỉnh Québec. Sau khi công nhận nền độc lập của Hoa Kỳ, hàng ngàn người Mỹ trung thành di cư đến Canada. Vì bờ sông St. Lawrence (Québec ngày nay) đã được định cư bởi những người Canada gốc Pháp, hầu hết những người mới đến định cư ở nơi phía Nam Ontario hiện đang nằm. Họ không hài lòng với luật pháp và quản lý đất đai của Pháp ("hệ thống senorialnaya"), vẫn còn tồn tại ở tỉnh Québec. Do đó, vào năm 1791, tỉnh Québec được chia thành hai phần - Thượng Canada và Hạ Canada.
Vào ngày 1 tháng 2 năm 1796, người ta đã quyết định chuyển thủ đô của Thượng Canada đến York để giảm nguy cơ bị tấn công từ Hoa Kỳ.
Thượng Canada gần như hoàn toàn nói tiếng Anh (trái ngược với Hạ, nói tiếng Pháp). Năm 1837 - 1838, một cuộc đấu tranh vũ trang giành độc lập bắt đầu ở cả Canada. Trong cả hai trường hợp, phiến quân đều bị đánh bại. Để giảm bớt sự bất mãn của công chúng và đẩy nhanh quá trình đồng hóa của người Canada, Thượng và Hạ Canada được hợp nhất thành một thuộc địa duy nhất - Tỉnh bang Canada - và trao cho chính quyền nội bộ thực sự. Năm 1867, Canada một lần nữa được chia thành Thượng (Ontario) và Hạ (Québec), sau đó cả hai tỉnh gia nhập Liên bang Canada mới thành lập, vẫn còn tồn tại.

## Lịch sử
Thượng Canada được đặc trưng bởi cách tiếng Anh của cuộc sống trung thành với Hoàng gia Anh, nơi mà pháp luật dân sự và tố tụng hình sự không được trộn như ở Hạ Canada hay ở nơi khác trong đế quốc Anh. Sự phân chia này đã cố tình tạo ra trong năm 1791 để đảm bảo việc thực hiện các quyền và đặc quyền của các đối tượng trung thành có ở đâu đó trong các thuộc địa Bắc Mỹ.

## Dân số
| Năm  | Dân số (ước tính) | Năm  | Dân số (ước tính) | Năm  | Dân số (ước tính) | Năm  | Dân số (ước tính) |
| ---- | ----------------- | ---- | ----------------- | ---- | ----------------- | ---- | ----------------- |
| 1806 | 70,718            | 1826 | 166,379           | 1831 | 236,702           | 1836 | 374,099           |
| 1811 | 76,000            | 1827 | 177,174           | 1832 | 263,554           | 1837 | 397,489           |
| 1814 | 95,000            | 1828 | 186,488           | 1833 | 295,863           | 1838 | 399,422           |
| 1824 | 150,066           | 1829 | 197,815           | 1834 | 321,145           | 1839 | 409,048           |
| 1825 | 157,923           | 1830 | 213,156           | 1835 | 347,359           | 1840 | 432,159           |